# Monumento al Generale Chiodo
Il monumento a Domenico Chiodo è una scultura in marmo posta in piazza Chiodo a La Spezia, di fronte all’entrata dell'Arsenale Militare.

## Storia
La città della Spezia deve il suo importante sviluppo, nella seconda metà del XIX secolo, indotto dalla realizzazione dell’Arsenale Militare progettato da Domenico Chiodo (1823 – 1870), ufficiale e ingegnere.
Dopo la sua prematura morte l’amministrazione cittadina volle quindi degnamente ricordarlo con un monumento.  A questo scopo fu indetta una sottoscrizione. 

La raccolta di fondi in città fu presto sottoscritta e lo scultore genovese Santo Varni fu incaricato dell’esecuzione della statua.
Il monumento venne inaugurato pochi anni dopo, il 10 luglio 1878.

## Descrizione
Il monumento è una delle ultime opere dello scultore genovese Santo Varni.
La scultura, a tutto tondo e in marmo di Carrara, raffigura Domenico Chiodo nella sua divisa di generale del Genio militare italiano. 

Il generale, in quanto militare, regge la sciabola con la mano sinistra mentre, come ingegnere, con la destra impugna un compasso appoggiandosi ai fogli del progetto dell'Arsenale.

Il basamento è costituito da un semplice parallelepipedo in marmo che reca le varie iscrizioni dedicatorie tra le quali quella Fratellanza artigiana della città  .